# Lando Calrissian
Landonis Balthazar Calrissian, más conocido como Lando Calrissian, es un personaje ficticio de la franquicia Star Wars. Fue presentado en The Empire Strikes Back (1980) como un viejo amigo de Han Solo y el administrador de la Ciudad Nube flotante en el planeta gaseoso Bespin. Antes de los eventos de la película, Lando hizo una carrera como jugador, estafador, playboy, ingeniero de minas y hombre de negocios, y fue el propietario del Halcón Milenario hasta que perdió la nave ante Han en una apuesta. En la película, cuando la Ciudad de las Nubes es amenazada por el Imperio Galáctico, Lando traiciona a regañadientes a Han con Darth Vader, pero luego se redime ayudando a los amigos de Han a escapar del Imperio. En Return of the Jedi (1983), después de convertirse en general de la Alianza Rebelde, Lando ayuda a rescatar a Han de Jabba the Hutt y lidera el ataque a la segunda Estrella de la Muerte.
Lando es interpretado por Billy Dee Williams en la trilogía original, así como en la secuela The Rise of Skywalker (2019), marcando uno de los intervalos más largos entre representaciones de un personaje por el mismo actor en la historia del cine estadounidense. Donald Glover interpretó una versión más joven del personaje en la película independiente Solo: A Star Wars Story (2018), que describe los comienzos de su amistad con Han. Lando también aparece con frecuencia en el Universo Expandido de Star Wars de novelas, cómics y videojuegos, incluida una serie de novelas centradas en él.
El personaje se ha convertido en uno de los más populares de la franquicia, y la actuación de Billy Dee Williams recibió elogios. La actuación de Donald Glover en Solo también fue bien recibida, siendo aclamada como uno de los aspectos más destacados de la película. Williams fue nominado dos veces al Premio Saturn al Mejor Actor de Reparto por sus actuaciones en El Imperio Contraataca y El Retorno del Jedi.

## Apariciones

### Película
Lando es interpretado por Billy Dee Williams en The Empire Strikes Back (1980), Return of the Jedi (1983) y The Rise of Skywalker (2019), y por Donald Glover en Solo: A Star Wars Story (2018).

#### Trilogía Original
Lando Calrissian aparece por primera vez en The Empire Strikes Back como el administrador de Cloud City, un viejo amigo de Han Solo (Harrison Ford) y el propietario anterior de la nave de Han, el Halcón Milenario. Cuando Han, la princesa Leia (Carrie Fisher), Chewbacca (Peter Mayhew) y C-3PO (Anthony Daniels) llegan a Cloud City, Lando les da la bienvenida como invitados de honor, solo para traicionarlos ante Darth Vader (interpretado por David Prowse y en voz por James Earl Jones), quien planea usarlos como cebo para atrapar a Luke Skywalker (Mark Hamill). Lando había accedido a regañadientes a traicionar a Han y compañía después de que Vader amenazara con poner Ciudad Nube bajo el control del Imperio Galáctico si se negaba. Lando le permite a Vader congelar a Han en carbonita y dárselo al cazarrecompensas Boba Fett (Jeremy Bulloch); Sin embargo, cuando Vader toma prisioneros a Leia y Chewbacca, la conciencia de Lando se apodera de él, y en la subsiguiente evacuación de Cloud City, los ayuda a escapar en el Halcón. Más tarde ayuda a rescatar a Luke de la parte inferior de Cloud City. Luego, promete ayudar a encontrar a Han.
En Return of the Jedi, Lando se infiltra para ayudar a Luke a rescatar a Han del señor del crimen Jabba the Hutt. Durante una batalla con los matones de Jabba, Han salva a Lando de ser devorado por Sarlacc; Lando luego ayuda a Han y los demás a destruir la barcaza de Jabba. Por su heroísmo, es nombrado general de la Alianza Rebelde. Lando luego toma la silla de piloto en su antigua nave, el Halcón Milenario, y lidera el ataque a la segunda Estrella de la Muerte. Dirige el ataque rebelde en la estación de batalla y destruye personalmente su núcleo de energía, lo que hace que la estación explote. Luego se une a los otros rebeldes en Endor para celebrar su victoria y el fin del Imperio.

#### Trilogía de Secuelas
Lando no apareció en la primera película de la trilogía secuela, The Force Awakens (2015). Según Williams, la razón por la que Lando no regresó puede haber sido que no encajaba en la historia.Su ausencia en el anuncio del casting provocó el descontento de algunos fans. 
Lando también estuvo ausente de The Last Jedi (2017).Durante el desarrollo inicial de la película, el director Rian Johnson consideró brevemente traer de vuelta a Lando como el descifrador que los miembros de la Resistencia Finn (John Boyega) y Rose Tico (Kelly Marie Tran) buscan en la ciudad costera de Canto Bight, pero Lando fue finalmente se eliminó del guión de la película, y el papel del descifrador finalmente fue para el DJ del personaje de Benicio del Toro. 
Lando finalmente reapareció en The Rise of Skywalker de 2019, marcando uno de los intervalos más largos entre representaciones de un personaje del mismo actor en la historia del cine estadounidense. En la historia de fondo de la película, en los años de paz después de la Guerra Civil Galáctica, Lando intentó formar una familia y tuvo una hija, que fue secuestrada por desconocidos cuando tenía dos años. Con el tiempo, quedó claro que la Primera Orden estaba detrás tanto de su secuestro como de los de otros hijos de exlíderes rebeldes. Después de la tragedia de perder a su hija y su fracaso en una búsqueda con Luke Skywalker para encontrar respuestas sobre la creciente oscuridad en la Fuerza, Lando se instaló en el planeta desértico de Pasaana y adoptó una vida de soledad.
Lando aparece por primera vez en The Rise of Skywalker en Pasaana, guiando a Rey (Daisy Ridley), Poe Dameron (Oscar Isaac), Finn y Chewbacca hacia una pista sobre el paradero del buscador de caminos Sith. Poe le pide a Lando que ayude a la Resistencia, pero Lando se niega, diciendo que ya no vuela, pero le envía saludos a Leia. Lando reaparece mucho más tarde en la película, tras la muerte de Leia, y le dice a un afligido Poe que él, Luke, Leia y Han tampoco estaban preparados cuando luchaban contra el Imperio, pero que pudieron tener éxito porque se tenían el uno al otro. Esto inspira a Poe a lanzar una ofensiva contra las fuerzas del Sith Eterno, incluida la Orden final, con Lando viajando por la galaxia para reclutar veteranos rebeldes y otros partidarios de la causa de la Resistencia para ayudar en la batalla final. Justo cuando la Resistencia parece más abrumada en la batalla, Lando, Chewbacca y Wedge Antilles (Denis Lawson) llegan en el Halcón Milenario junto con una enorme flota de simpatizantes, aliados y veteranos de la Resistencia, y ayudan a ganar la batalla y la guerra. Al final de la película, mientras la galaxia celebra la victoria de la Resistencia contra Palpatine (Ian McDiarmid) y el Sith Eterno, Jannah (Naomi Ackie), un ex soldado de asalto, se acerca a Lando y le dice que no sabe de dónde es; él le dice que lo descubrirán juntos.

#### Película de antología
Donald Glover interpreta a un joven Lando Calrissian en Solo: A Star Wars Story, que tiene lugar aproximadamente trece años antes de The Empire Strikes Back. Glover tuvo la oportunidad de hablar con Billy Dee Williams y buscar su opinión. "Él dijo: 'Solo sé encantador'. Ese es el mejor consejo".Williams había expresado interés en hacer un cameo (aunque probablemente como otro personaje) en la película, pero finalmente no apareció. 
En la película, Lando es presentado como un jugador y contrabandista "retirado" que posee una nave lo suficientemente rápida para que Han (Alden Ehrenreich) y sus asociados la usen para robar una carga de combustible crudo para naves estelares. Han intenta ganarle la nave (el Halcón Milenario) en un juego de sabacc, pero Lando hace trampa y limpia a Han. Sin embargo, Lando acepta unirse al equipo a cambio de un porcentaje de las ganancias de la misión. Durante el atraco y el posterior escape, Lando resulta herido y su copiloto droide L3-37 sufre daños irreparables, pero Han lleva al Halcón a un lugar seguro con la ayuda de la base de datos de navegación de L3 después de conectarlo a la computadora de la nave. Lando luego toma el Halcón y abandona el equipo, pero Han lo rastrea y se lo gana en otro juego de sabacc, después de haber robado la carta que Lando tenía bajo la manga para dejarlo hacer trampa.

#### ProyectoLando
Kathleen Kennedy dijo, en un comunicado, que podría suceder una película centrada en Lando Calrissian, pero que no sería una prioridad en ese momento. Lucasfilm anuncio en 2020 el proyecto Lando, una serie centrada en el personaje para Disney+, con una historia de Justin Simien.Si bien su participación no ha sido confirmada oficialmente, Lucasfilm ha tenido conversaciones con Donald Glover sobre retomar su papel de Solo.En julio de 2023, se informó que Donald Glover estaba designado para repetir su papel de Solo y coescribiría el proyecto con su hermano Stephen, quien en septiembre anunció que el proyecto ahora estaba planeado como una película. 

### Televisión

#### Animación
Billy Dee Williams volvió al papel en los episodios de la primera temporada de Star Wars Rebels "Idiot's Array" y "The Siege of Lothal". 
En "Idiot's Array", Lando gana a Chopper (con la voz de Dave Filoni), el droide de reparación de la tripulación del Fantasma, en un juego de sabacc, lo que obliga a la tripulación a ayudarlo con una peligrosa carrera de contrabando para recuperar su droide. La tripulación se convierte en los socios comerciales reacios de Lando después de la terrible experiencia, lo que los lleva a su primer encuentro con el jefe del crimen Azmorigan (con la voz de James Hong). En "El asedio de Lothal", la tripulación del Fantasma se acerca a Lando en busca de ayuda para salir de Lothal, que está bajo ocupación imperial. También se lo menciona en ocasiones en varios otros episodios, convirtiéndose en uno de los alias empleados por el protagonista de la serie Ezra Bridger (con la voz de Taylor Gray).

### Comics
En 2015, Marvel Comics llevó a cabo una adaptación gráfica del personaje de Calrissian durante una miniserie de cinco números escritos por Charles Soule y dibujados por Alex Maleev titulada Star Wars: Lando en donde ya se introducía asimismo el personaje de Lobot, fiel compañero de Calrissian en sus aventuras.

### Legends
Las novelas de Legends, los cómics y los videojuegos no se consideran canónicos de las películas. Con la adquisición de Lucasfilm en 2012 por parte de The Walt Disney Company, la mayoría de las novelas y cómics con licencia de Star Wars producidos desde la película original de 1977, Star Wars, fueron rebautizados como Star Wars Legends y declarados no canónicos para la franquicia en abril de 2014. 
La serie de cómics de Star Wars lanzada por Marvel Comics presentó a Lando como un personaje destacado después de The Empire Strikes Back. En la serie de cómics, tiene un némesis señor del crimen llamado Drebble, y Lando frecuentemente usaba el nombre de su contraste como identidad encubierta para que cualquier animosidad que genere al usar el alias se dirigirá contra el verdadero Drebble, no contra el propio Lando. Esto finalmente resulta contraproducente cuando las hazañas de "Drebble" son reconocidas por la Rebelión y Lando, siendo la única persona que sabe de él, tiene que presentarle al verdadero Drebble un premio por sus propias actividades.
Lando es un personaje secundario en las novelas de Legends que tuvieron lugar después del Retorno del Jedi. Comúnmente representaba a Lando involucrándose en una variedad de esquemas empresariales, incluyendo Nomad City en la trilogía Thrawn de Timothy Zahn y Kessel Spice Mines en las obras de Kevin J. .Anderson. Durante La trilogía corelliana, Lando emprende una búsqueda por toda la galaxia de una esposa rica y finalmente se casa con Tendra Risant. Con el dinero de sus suegros y sus habilidades empresariales, abre una instalación minera en el planeta Dubrillion del Borde Exterior. En La Nueva Orden Jedi y más allá, Lando sigue siendo un valioso aliado y amigo de la familia Skywalker/Solo. En Furia , la séptima novela de la serie Legacy of the Force, Lando les anuncia a Han y Leia que él y Tendra van a tener un hijo.
Kevin J. Anderson declaró que Lucasfilm jugó con la idea de matar a Lando, señalando que el personaje había seguido su curso para los autores del Universo Expandido en la década de 1990. 

#### The Lando Clarissian Adventures
The Lando Clarissian Adventures es una trilogía de novelas de ciencia ficción de 1983 de L. Neil Smith. Ambientadas en el Universo Expandido de Star Wars, las novelas narran los días de contrabando de Lando antes de los eventos de la trilogía original de Star Wars. La serie ha sido descrita como "pulpa espacial" y destaca las diferencias entre Lando y Han Solo. Los libros se publicaron en julio, octubre y diciembre de 1983, y fueron los primeros libros de Star Wars publicados desde Las aventuras de Han Solo (1979-1980); Ambas trilogías fueron publicadas originalmente por Del Rey, una división de Ballantine Books. También estuvieron entre las últimas novelas de la franquicia hasta quese lanzó la trilogía Thrawn de Timothy Zahn a principios de la década de 1990. La serie se desarrolla 3 o 2 años antes de la película original de Star Wars,  y se pone en contexto cronológico con el resto del Universo Expandido en Rebel Dawn (1998), el último libro de la trilogía de Han Solo de A. C. Crispin.
Durante la trilogía, Lando está acompañado por un droide llamado Vuffi Raa. La novelización de Solo: Una historia de Star Wars hace referencia a los acontecimientos del primer libro como una aventura previa de Lando, que relata mientras compone su autobiográfica "Calrissian Chronicles". Estima además que será la primera de una trilogía de sus aventuras. 

## Concepto y Creación

### Desarrollo
Al escribir El imperio contraataca (1980), el creador de la franquicia, George Lucas, planeó introducir un personaje tipo jugador; queriendo que el personaje fuera un contraste para el "rudo" espadachín Han Solo (posiblemente un viejo amigo), Lucas imaginó a Lando como un estafador genial con la elegancia de James Bond y el ingenio de Spock de Star Trek. Apoyaría al Imperio, pensando que podría ser más astuto que los Imperiales antes de llegar a ver la Rebelión como una causa más valiosa. 
Lucas pensó que Lando podría parecer superficialmente un humano normal pero, basándose en las Guerras Clon mencionadas en la película original de Star Wars, ser un clon de un clan gobernante de otros como él (lo que provocó que la princesa Leia desconfiara de él). Su facción, de uno de los muchos planetas de países clonados, fue probablemente "parcialmente responsable de la guerra". Lucas vio al personaje como un personaje de Rudolph Valentino, "con un aspecto casi demasiado perfecto" debido a que sus genes fueron manipulados en el proceso de clonación. 
El actor Yaphet Kotto fue una de las primeras opciones para el papel de Lando Calrissian, pero optó por aparecer en el drama carcelario Brubaker. En 2019, Billy Dee Williams comentó que construyó el personaje en torno a las dos características que encontró interesantes; la capa y el nombre armenio "Calrissian".Durante el desarrollo del personaje, el avance original de The Empire Strikes Back lo presentó como Landau Calrissian en lugar de su nombre final de Lando.  
El bastón de Lando en The Rise of Skywalker fue diseñado para parecerse a Cloud City. Está inscrito "Baron Lando Calrissian".  

### Representación
En 2018, The Verge notó que a pesar de que el nombre de pila de Han Solo estaba escrito como "Han" y el creador de la franquicia George Lucas también pronunciaba el nombre como "Han" (hæn) fuera de la pantalla, dentro de las películas la mayoría de los personajes, incluido Luke Skywalker, lo pronuncian como "Hahn" (hɑn). The Verge también notó cómo Lando de Billy Dee Williams parece ser el único personaje que lo pronuncia como "Han" como Lucas, y que cuando, en The Empire Strikes Back, Chewbacca estrangula a Lando por traicionar a Han, Lando provoca que la mayoría de los otros personajes para cambiar a "Han". En Solo: A Star Wars Story, Glover decidió usar deliberadamente "Han" en lugar de "Hahn" para honrar el rasgo del personaje.
Antes del lanzamiento de Solo: A Star Wars Story, el coguionista Jonathan Kasdan sugirió que Lando es pansexual y declaró: "Hay una fluidez en la sexualidad de Donald y Billy Dee [la representación de Lando]... Me hubiera encantado haber tenido un personaje más explícitamente LGBT en esta película. Creo que es hora, ciertamente, para eso, y me encanta la fluidez, una especie de espectro de sexualidad al que Donald apela y del que los droides son parte. Él no hace nada difícil y reglas rápidas".Cuando se le preguntó sobre una escena en la que L3-37 bromea sobre el coqueteo de Lando con Han, el escritor Lawrence Kasdan dijo: "Esa es su personalidad. Tal vez signifique algo, tal vez no". Cuando se le preguntó sobre la pansexualidad de Lando, Donald Glover dijo: "¿Cómo no puedes ser pansexual en el espacio? Hay tantas cosas con las que tener sexo". Una próxima serie de portadas de cómics con el tema del orgullo de Marvel está programada para presentar a Lando, aparentemente canonizando el estatus LGBT del personaje. 

## Recepción
El autor Adilufu Nama escribió en 2008 que Lando "ofrecía un nuevo punto de referencia en el estado de la representación negra en el cine de ciencia ficción". Según Alyssa Rosenberg de The Washington Post, Lando es una "parte fascinante y tensa del legado de 'Star Wars' y la conversación sobre la raza en la ciencia ficción". Añadió que "Lando es el único personaje de 'Star Wars' con un sentido del estilo verdaderamente cómodo". Sobre su interpretación, escribió: "Uno de los logros de Williams en 'Empire' y 'El regreso del Jedi' es lo mucho que [se siente] como una estrella de cine pasada de moda en un escenario futurista sin que la actuación parezca incongruente". 
Lando Calrissian fue elegido como el undécimo mejor personaje de Star Wars por IGN y el duodécimo mejor héroe de Star Wars por Jesse Schedeen de IGN, quien también dijo que era uno de los personajes que más le gustaría ver en Star Wars: The Force Unleashed. 

En 2015, Billy Dee Williams admitió públicamente que recibió reacciones violentas de niños que estaban enojados por la traición de Lando a Han Solo en El Imperio Contraataca . Williams sintió que la situación habría sido diferente si Lando hubiera sido interpretado por un actor blanco. Williams escribió que "Lando no es blanco ni negro, es simplemente Lando. Más allá de los argumentos o discusiones de épocas pasadas, él es del futuro". Afirmó además:
Lo único que siempre me encuentro explicando es que Lando no traicionó a Han y sus amigos. Estaba lidiando, lo mejor que podía, con una situación que le presentó el Imperio a su llegada. Uno de los momentos más divertidos para mí fue que Lando decidió desafiar a Darth Vader (durante unos tres segundos) hasta que se dio cuenta de que tal vez sería mejor dar marcha atrás y encontrar otra forma de salvar a sus amigos. 
Escribiendo para The Verge, Megan Farokhmanesh criticó la afirmación de Jonathan Kasdan de que Lando es pansexual como "una pobre oportunidad de representación", y argumentó que Kasdan estaba combinando pansexualidad con promiscuidad. Farokhmanesh comparó la afirmación con la declaración de J. K. Rowling de que su personaje Albus Dumbledore es gay, a pesar de que ningún medio de Harry Potter describe esto. En 2019, Billy Dee Williams también criticó la decisión, culpando el bajo desempeño de Solo en taquilla a su enfoque en este tema "de actualidad". 